# Pomacentrus nagasakiensis
Pomacentrus nagasakiensis är en fiskart som beskrevs av Tanaka, 1917. Pomacentrus nagasakiensis ingår i släktet Pomacentrus och familjen Pomacentridae. Inga underarter finns listade i Catalogue of Life.